# Murder Metal
Murder Metal è un album dei Macabre pubblicato nel 2003.

## Descrizione
Ciascuna canzone sull'album rievoca le gesta di un famigerato serial killer:
- Acid Bath Vampire: John Haigh
- You're Dying to Be with Me: Dennis Nilsen
- Fatal Foot Fetish: Jerry Brudos
- The Hillside Stranglers: Angelo Buono Jr. e Kenneth Bianchi
- Dorthea's Dead Folks Home: Dorothea Puente
- The Iceman: Richard Kuklinski
- Poison: Graham Frederick Young
- Werewolf of Bedburg: Peter Stubbe
- Morbid Minister: Gary M. Heidnik
- The Wüstenfeld Man-eater: Armin Meiwes
- Diary of Torture: Robert Berdella
- Jack the Ripper: Jack lo squartatore
- Fritz Haarmann der Metzger: Fritz Haarmann

## Tracce
1. Acid Bath Vampire – 3:43
2. You're Dying to Be with Me – 2:45
3. Fatal Foot Fetish – 2:08
4. The Hillside Stranglers – 1:38
5. Dorothea's Dead Folks Home – 1:10
6. The Iceman – 2:45
7. Poison – 1:52
8. Werewolf of Bedburg – 4:30
9. Morbid Minister – 1:28
10. The Wüstenfeld Man Eater – 3:10
11. Diary of Torture – 2:15
12. Jack the Ripper – 4:08
13. Fritz Haarman der Metzger – 12:50 – Il brano Fritz Haarman der Metzger dura 5:10. Dopo oltre 6 minuti di effetti sonori (rumore del vento, della pioggia e ronzii di mosche), al minuto 11:15 inizia la traccia fantasma Jack the Stripper.

Durata totale: 44:22

## Formazione
- Corporate Death - voce, chitarra
- Nefarious - basso, cori
- Dennis the Menace - batteria